# 91. pehotni polk (Avstro-Ogrska)
Za druge 91. polke glejte 91. polk.
91. pehotni polk (izvirno nemško Infanterie-Regiment Nr. 91) je bil pehotni polk Avstro-ogrske skupne vojske.

## Zgodovina
Polk je bil ustanovljen leta 1883. 

### Prva svetovna vojna
Polkovna narodnostna sestava leta 1914 je bila sledeča: 54 % Nemcev, 45 % Čehov in 1 % drugih. Naborni okraj polka je bil v Čeških Budejovicah, pri čemer so bile polkovne enote garnizirane sledeče: Praga (štab, II. in III. bataljon), Tivat (I. bataljon) in Češke Budejovice (IV. bataljon).
Med prvo svetovno vojno se je polk bojeval tudi na soški fronti.
V sklopu t. i. Conradovih reform leta 1918 (od junija naprej) je bilo znižano število polkovnih bataljonov na 3.

## Organizacija
1918 (po reformi)
- 1. bataljon
- 2. bataljon
- 3. bataljon

## Poveljniki polka
- 1908: Kamillo Kettner von Kettenau[6]
- 1914: Hermann Eccher ab Echo und Marienburg[1]